# Karl Bender (Politiker)

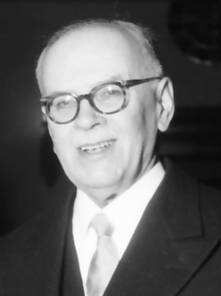
Karl Bender (1958)

Franz Karl Andreas Bender (* 21. Dezember 1880 in Lahr; † 20. Februar 1970 in Karlsruhe) war ein deutscher Politiker (Zentrum). Er war von 1922 bis zum 9. April 1933 Oberbürgermeister von Freiburg im Breisgau.

## Leben

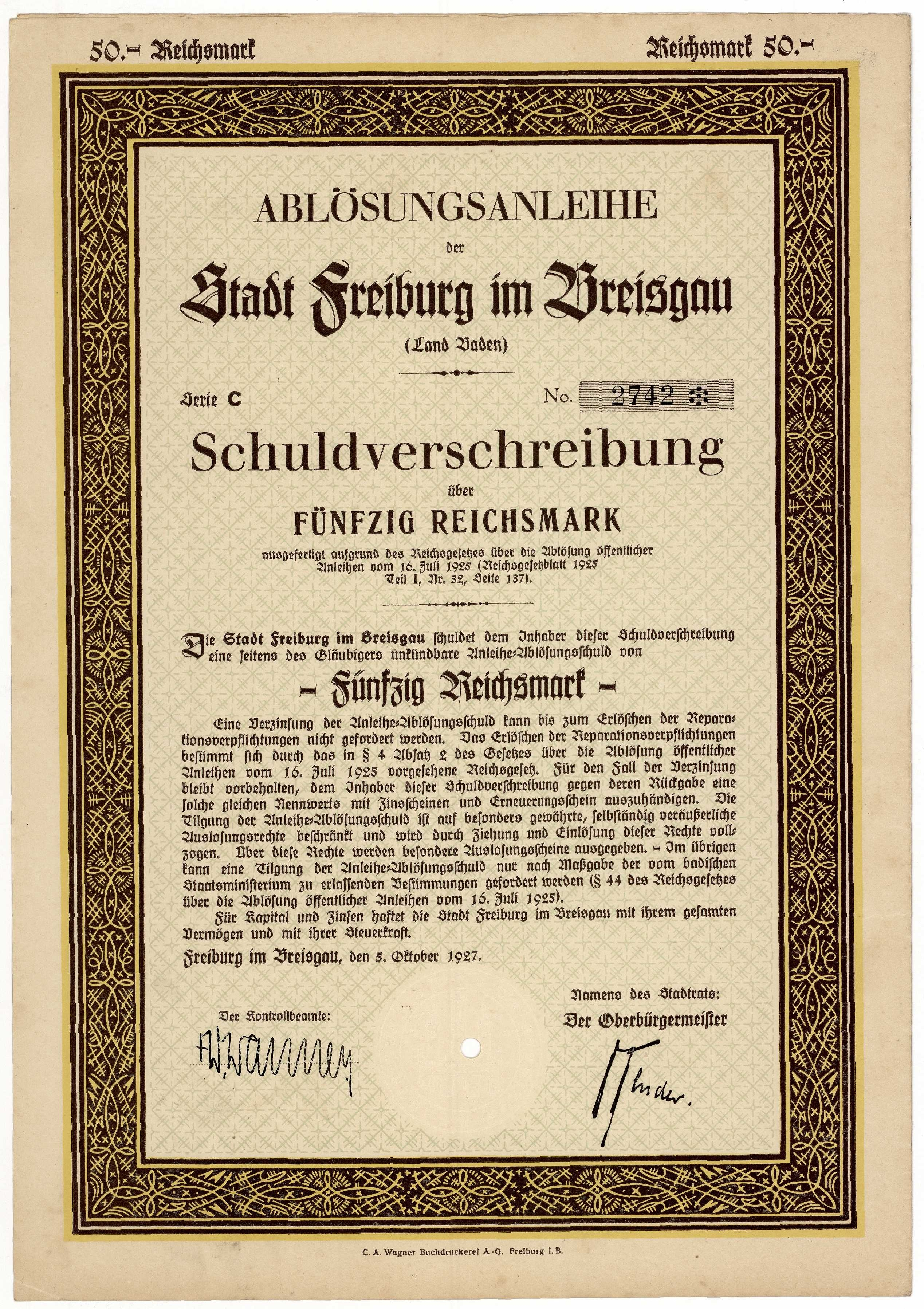
Ablösungsanleihe über 50 RM der Stadt Freiburg im Breisgau vom 5. Oktober 1927 mit Unterschrift von Oberbürgermeister Bender

Nach dem Gymnasium studierte Bender in Freiburg, Berlin und Heidelberg Jura. Bereits mit 28 Jahren wurde er Bürgermeister von Bühl (Offenburg). Während des Ersten Weltkrieges erlangte er den Rang des Hauptmanns der Reserve. 1919 wurde er Ministerialrat im Stuttgarter Innenministerium. Drei Jahre später wurde er zum Oberbürgermeister Freiburgs gewählt.
Der Verwaltungsfachmann Bender reorganisierte die städtische Verwaltung, die Kommunalfinanzen und gab zum Ausbau der Kultur und Infrastruktur der Stadt wesentliche Impulse. 1931 wurde er von der Bevölkerung erneut zum Oberbürgermeister gewählt. Bender gehörte dem Zentrum an.
Nach der Machtergreifung der Nationalsozialisten in Deutschland versuchte die örtliche NSDAP-Gruppe unter ihrem Kreisleiter Franz Kerber, den für noch weitere sieben Jahre gewählten, rechtmäßigen Oberbürgermeister Bender aus seinem Amt zu vertreiben. Dazu führte sie mit ihrem Kampfblatt Der Alemanne eine Hetze gegen Bender, in der u. a. mehrere unrichtige Anschuldigungen über angebliches strafwürdiges Verhalten gegen ihn erhoben wurden. So war in der Freiburger Zeitung vom 9. April 1933 in der Rubrik »Rathaus der Stadt Freiburg vom 7. April« von mehreren Beschuldigungen Des Alemannen zu lesen, die die Stadtverwaltung unter Oberbürgermeister in jedem einzelnen Punkt als unrichtig zurückwies. Am 9. April 1933 gab Bender sein Amt auf. Auch die Unterstützung des gesamten Stadtrates, der Universitätsrektoren Joseph Sauer, Wilhelm von Möllendorff sowie des Erzbischofs Conrad Gröber konnten ihn nicht von diesem Schritt abbringen. Anschließend flüchtete Bender vor Drohungen der Nazis gegen sein Leben, Schutzhaft genannt, ins Kloster Beuron. Fortgesetzte Angriffe führten dazu, dass auch seine Familie die Stadt verlassen musste.
Bereits am 10. April 1933 wurden durch den Innenminister auf Grundlage der Verordnung des Reichspräsidenten zum Schutze des Deutschen Volkes die Amtsgeschäfte bis auf weiteres auf Franz Kerber übertragen.
Bender ließ sich später als Rechtsanwalt in Karlsruhe nieder. Dort starb er im Alter von 89 Jahren.
Er war Mitglied der katholischen Studentenverbindungen KStV Bavaria Freiburg, KStV Laetitia Karlsruhe, KStV Palatia Heidelberg und KStV Askania Berlin im KV.

## Ehrungen
- In Anerkennung seiner Verdienste für die Universitätskliniken ehrte ihn die Universität Freiburg mit der Ehrendoktorwürde in Medizin.
- 1957 wurde ihm die Ehrenbürgerwürde der Stadt Freiburg verliehen.[5]